# Amtsgericht Saarburg i. Lothr.
Das Amtsgericht Saarburg i. Lothr. (auch: Amtsgericht Saarburg in Lothringen) war ein deutsches Amtsgericht mit Sitz in Saarburg in den Jahren 1879 bis 1918.

## Geschichte
Saarburg war Sitz eines französischen Friedensgerichts. Nach der Abtretung Elsass-Lothringens im Frieden von Frankfurt an das Deutsche Reich 1871 wurde die Gerichtsstruktur mit dem Gesetz, betreffend Abänderung der Gerichtsverfassung vom 14. Juli 1871 und der Ausführungsbestimmung hierzu vom gleichen Tag neu geregelt. Dabei wurden die Friedensgerichte beibehalten. Durch Verordnung des Reichskanzlers vom 7. August 1871 wurde das Friedensgericht Finstingen aufgehoben und sein Sprengel dem Friedensgericht Saarburg zugeordnet, später aber wieder eingerichtet.
Im Rahmen der Reichsjustizgesetze wurden 1879 die Friedensgerichte im Reichsland Elsass-Lothringen aufgehoben und Amtsgerichte gebildet. Das Amtsgericht Saarburg war dem Landgericht Zabern nachgeordnet.
Am Gericht bestand 1880 eine Richterstelle. Das Amtsgericht war ein kleines Amtsgericht im Landgerichtsbezirk.
Der Gerichtsbezirk umfasste 1895 den Kanton Saarburg mit 228 Quadratkilometern und 21.257 Einwohnern und 25 Gemeinden.
Nach der Abtretung Elsass-Lothringens an Frankreich nach dem Ersten Weltkrieg wurde das Amtsgericht Saarburg als „Tribunal cantonal Sarrebourg“ weitergeführt. Im Zweiten Weltkrieg wurde 1940 von der deutschen Besatzungsmacht die vorgefundene Gerichtsstruktur unter Verwendung deutscher Ortsnamen und Behördenbezeichnungen, hier also wieder als Amtsgericht Saarburg, fortgeführt. Es war nun aber dem Landgericht Saargemünd nachgeordnet.